# Brémur-et-Vaurois
Brémur-et-Vaurois è un comune francese di 64 abitanti situato nel dipartimento della Côte-d'Or nella regione della Borgogna-Franca Contea.

## Società

### Evoluzione demografica
Abitanti censiti